# Mix Premier
Mix Premier ou Dj Mix, de son vrai nom Emile Joël Sofonnou, né le 19 septembre 1985 à Cotonou, est un chanteur et auteur-compositeur-interprète ivoirien. 

## Biographie
Né d'un père béninois et d'une mère ivoirienne, la famille déménage en 1992 et s'installe à Port-Bouët où il fréquente l’école primaire sainte Anne de Port-Bouët. Il quitte le domicile familial jeune et rencontre DJ Sat qui lui apprend d’avantage et lui facilite l’accès à plusieurs maquis de la ville. En 2007 il sort avec son collègue Elloh Dj un premier album intitulé “Bobaraba” dont le morceau principal est le titre de l'album.
Concept dansant, “Bobaraba” met en valeur les atouts naturels de la femme africaine. Tout comme les autres DJ de la sous-région il s’adonne à des manipulations rythmiques sur les platines dénommées "Atalaku" en citant les noms de la clientèle. C'est a cet effet qu'il sortira “le téléphone a sonné". Les Spots prendront une ampleur et s’imposeront dans le milieu du Coupé-décalé. Ainsi, après la sortie de l'album Bobaraba en duo avec Elloh DJ, il sort en solo l'album "La haut",,.

## Discographie
Plusieurs albums sont à l'actif de l'artiste comme:
- 2007 : BobarabaBobaraba, la première pépite de Dj mix premier en duo avec Elloh DJ
- 2004 : La haut (Mix Prod)
- 2016 : Mafouet (El panturo)Mafouet, la nouvelle pépite de Dj Mix premier contenant 17 titres.

- 2019 : Empire (MIX records)Empire, la nouvelle pépite de Dj Mix premier contenant 22 titres.

### Singles
Plusieurs singles a son actif:
- 2016 : Mal à la tête
- 2016 : Goumin goumin
- 2017 : Epouse moi
- 2018 : Jahin poto
- 2019 : Merci seigneur
- 2019 : Hommage à Dj Arrafat
- 2019 : twerk
- 2019 : Jaloux
- 2019 : mon histoire
- 2019 : cœur blanc
- 2019 : Amour compliqué
- 2019 : Aventurier
- 2019 : 3fois saint
- 2020 : c'est mon nom
- 2021 : Touche ici
- 2022 : Anti goumin
- 2022 : L'oracle
- 2022 : Commando
- 2023 : L'argent

## Récompenses et nominations
Mix Premier remporte plusieurs récompenses pour ses contributions à la musique africaine, notamment en :
- 2003 :Prix du meilleur Atalakus Man Coupé-Décalé (Atalakus De Bronze)[1].

- 2010 :Prix du Meilleur artiste de coupé décalé (Disque d'exellence)[1].

- 2016 :Awards coupé décalé (plus belle voix)[1].

- 2020 :Prix International des Musiques Urbaines et du coupé-décalé Primud d'or[7].

## Vie privée
Père de 4 enfants dont deux filles et deux garçon, Mix Premier 2022 avec la mère de ses enfants.